# Зайці (Островський район)
Зайці (рос. Зайцы) — присілок в Островському районі Псковської області Російської Федерації.
Населення становить 7 осіб. Входить до складу муніципального утворення Горайська волость.

## Історія
Від 2015 року входить до складу муніципального утворення Горайська волость.

## Населення
| 2001 | 2002 | 2010 |
| ---- | ---- | ---- |
| 12   | ↘8   | ↘7   |